# Asobo Studio
Asobo Studio SARL — французька компанія-розробник відеоігор. Заснована в 2002 році, базується в Бордо. За час існування студія розробила 17 відеоігор, серед яких A Plague Tale: Innocence, Microsoft Flight Simulator (2020), а також ігри за мотивами мультфільмів студії Pixar.

## Історія
Студія Asobo була заснована в 2002 році і спочатку складалася з 12 розробників. Купивши права на розраховану на багато користувачів гру Super Farm для PlayStation 2, студія змогла випустити її в 2003 році, видавцем виступила компанія Ignition Entertainment. Пізніше студія розробила ще кілька відеоігор для різних платформ, доки на неї не звернула увагу компанія THQ для створення гри до мультфільму студії Pixar «Рататуй». Asobo стала швидко розширюватися, наймаючи по 20 % нових співробітників на рік, що призвело до створення двох виробничих ліній, і незабаром була залучена до розробки відеоігор за мотивами мультфільмів ВАЛЛ-І та Вгору
Під час Games Convention у 2008 році компанія Codemasters анонсувала гру Fuel у жанрі автомобільних гонок, яку розробляє студія Asobo. Fuel вийшла у 2009 році для Xbox 360, PlayStation 3 та ПК.
З 2010 до 2012 студія працювала над грою Rush: A Disney-Pixar Adventure для Xbox 360 Kinect. У грі є функція сканування обличчя гравця, що дозволяє створити на його основі аватар в стилі Pixar з персонажами з мультфільмів Рататуй, Суперсімейка, Тачки, Вгору та Історія іграшок. Гра була випущена Microsoft та Disney Interactive у березні 2012 року.
У 2014 році студія Asobo у партнерстві з Ubisoft випустила збірку Monopoly Family Fun для PS3, PS4, Xbox 360 та Xbox One, включаючи Monopoly Plus, My Monopoly та Monopoly Deal, а також The Crew для Xbox 360. У 2016 році студія знову Microsoft, щоб випустити дві гри для окулярів змішаної реальності HoloLens: Fragments та Young Conker. Обидві ігри було випущено 30 березня 2016 року у версіях для розробників. У 2017 році студія анонсувала пригодницьку гру A Plague Tale: Innocence, випущену компанією Focus Entertainment для ПК та консолей у 2019 році. У тому ж році студія випустила Monopoly for Nintendo Switch разом із голландською компанією Engine Software.
У 2020 році студія стала розробником комп'ютерної гри Microsoft Flight Simulator в жанрі авіасимулятора, випущеної 18 серпня 2020 для Microsoft Windows.